# Woda słodka

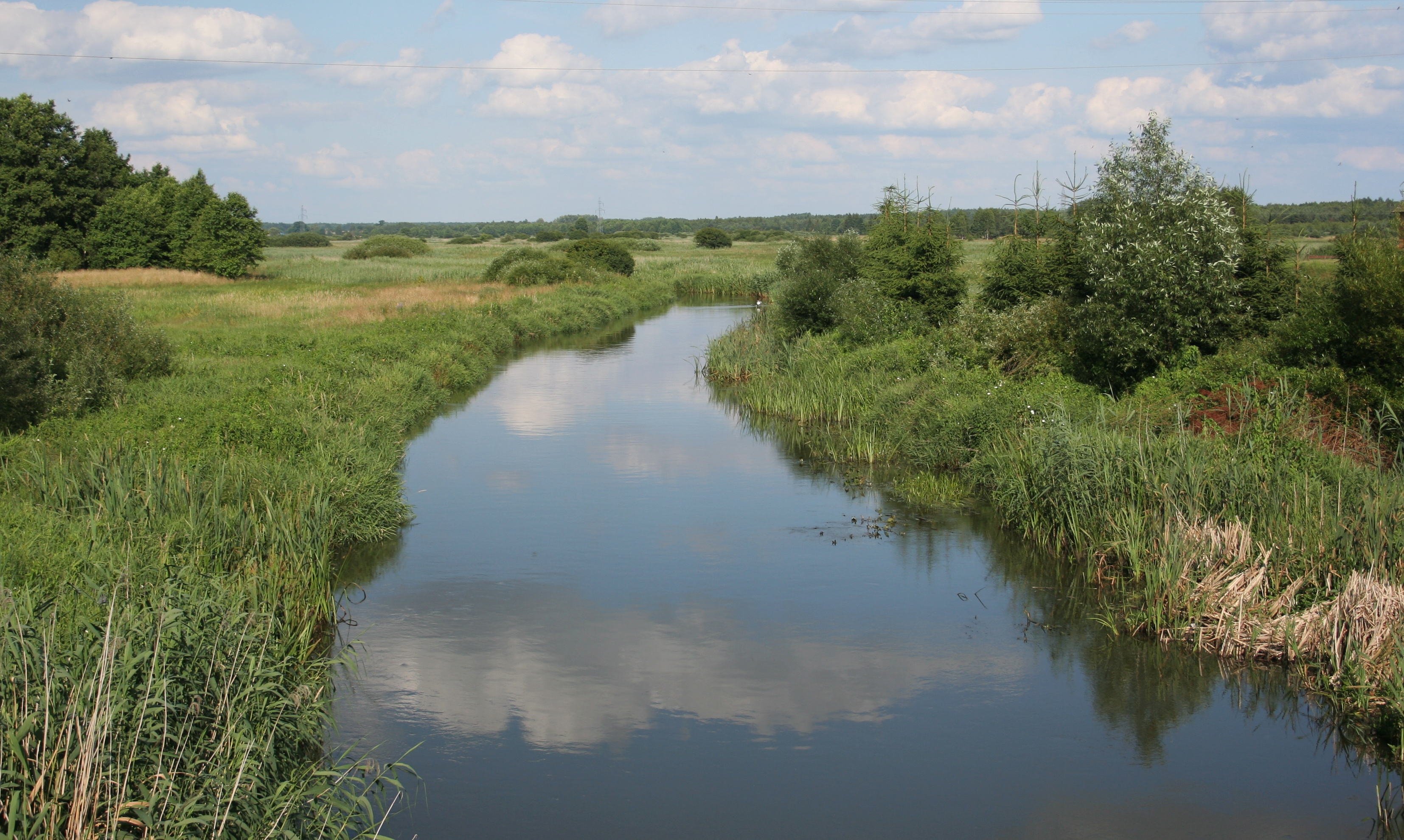
Słodkowodna rzeka Narew

Woda słodka – woda zawierająca stosunkowo niewielkie ilości soli. Może być różnorako definiowana.  W klasyfikacji wód ze względu na zawartość związków mineralnych wodą słodką nazywa się wodę zawierającą od 100 do 500 mg/l związków mineralnych. Według jednej z klasyfikacji wód podziemnych za wody słodkie (niskozmineralizowane, zwykłe) uważane są wody o zawartości substancji mineralnych poniżej 1 g/l. W innych systemach może chodzić o zasolenie poniżej 0,5‰. Całość wody słodkiej na kuli ziemskiej pochodzi z procesów parowania i skraplania (ewentualnie resublimacji).
Dostęp do wody słodkiej jest czynnikiem warunkującym życie i przetrwanie wielu gatunków roślin i zwierząt (w tym człowieka). Człowiek może pić tylko wodę słodką (zarówno woda morska, jak i woda brachiczna nie mogą być spożywane w bezpośredniej postaci) pozyskując ją z wód powierzchniowych lub podziemnych.
Podziemne wody słodkie mogą być dzielone na ultrasłodkie M<0,01 g/dm³, słodkie 0,01≤M<0,5 g/dm³ i akratopegi 0,5≤M<1,0 g/dm³.

## Porównanie z wodą morską
Wody słodkie poza ilością rozpuszczonych soli różnią się od wody morskiej także składem chemicznym. W wodzie morskiej dominują chlorki, które w wodzie słodkiej występują w ilościach znikomych, a za to dominują węglany. Najważniejszym z nich, stanowiącym około 60% wszystkich rozpuszczonych ciał stałych, jest węglan wapnia.
| Sole mineralne w wodzie morskiej i słodkiej za Lityńskim 1952 | Sole mineralne w wodzie morskiej i słodkiej za Lityńskim 1952 | Sole mineralne w wodzie morskiej i słodkiej za Lityńskim 1952 | Sole mineralne w wodzie morskiej i słodkiej za Lityńskim 1952 |
| wody                                                          | chlorki %                                                     | siarczany %                                                   | węglany %                                                     |
| ------------------------------------------------------------- | ------------------------------------------------------------- | ------------------------------------------------------------- | ------------------------------------------------------------- |
| woda morska (oceaniczna)                                      | 88,7                                                          | 10,8                                                          | 0,4                                                           |
| woda słodka (rzeczna)                                         | 6,9                                                           | 13,2                                                          | 79,9                                                          |